# 玉林寺 (小牧市小牧)
玉林寺（ぎょくりんじ）は、愛知県小牧市小牧5丁目にある曹洞宗の寺院。山号は「大寿山」。通称は小牧観音（こまきかんのん）。

## 沿革
開基は不詳であるが、創建は天正年間と考えられている。元々は小牧山の麗にあったが、元和9年（1623年）に現在地に移転した。
本尊として祀られている如意輪観世音菩薩像は、1584年（天正12年）の小牧・長久手の戦いで小牧山に陣を張った徳川家康が、山の周囲に堀を造らせたところ、地中から見つかったとされている。

## 境内
- 本堂
- 毘沙門堂
- 庫裏

## ギャラリー

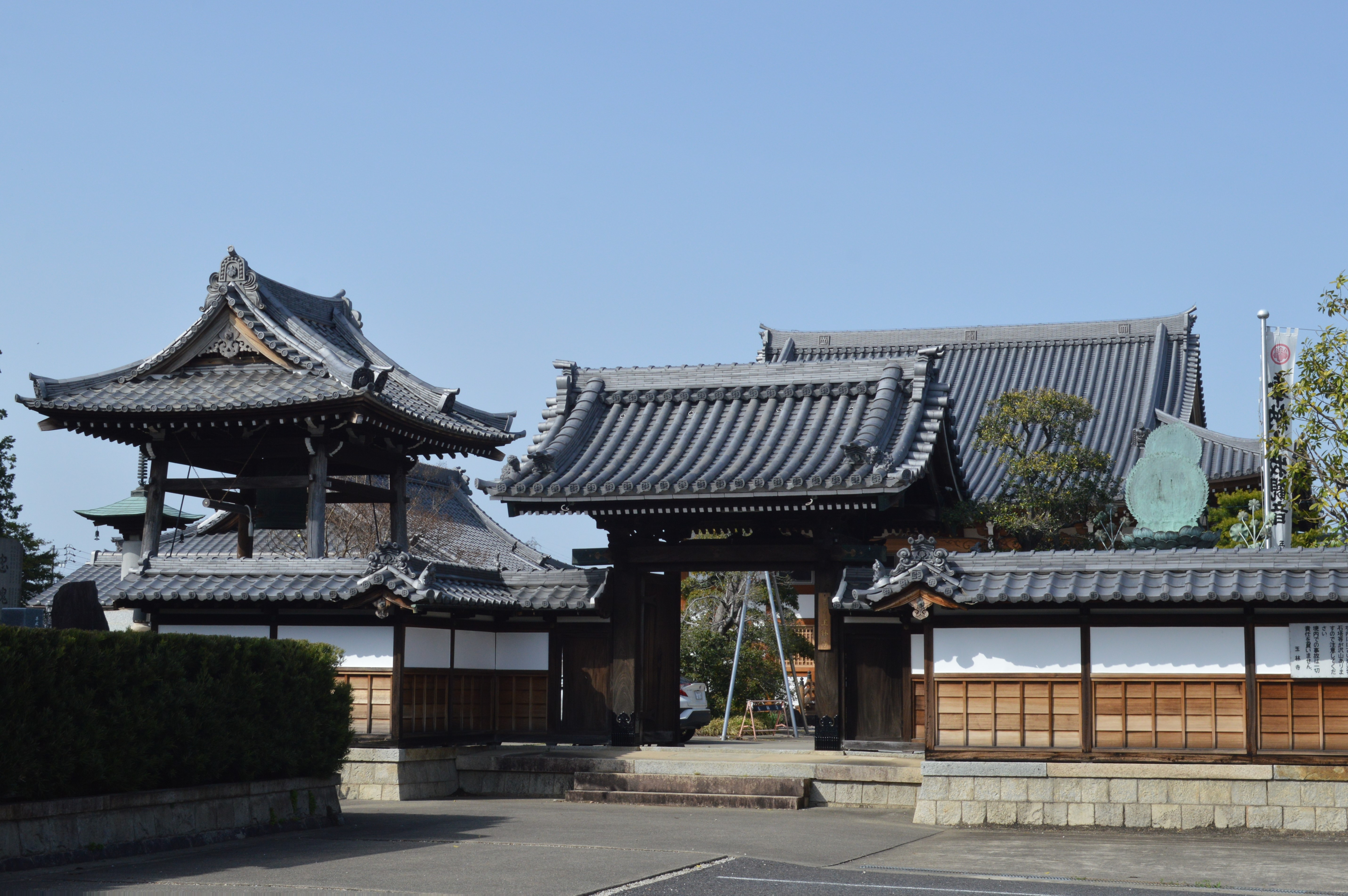
境内
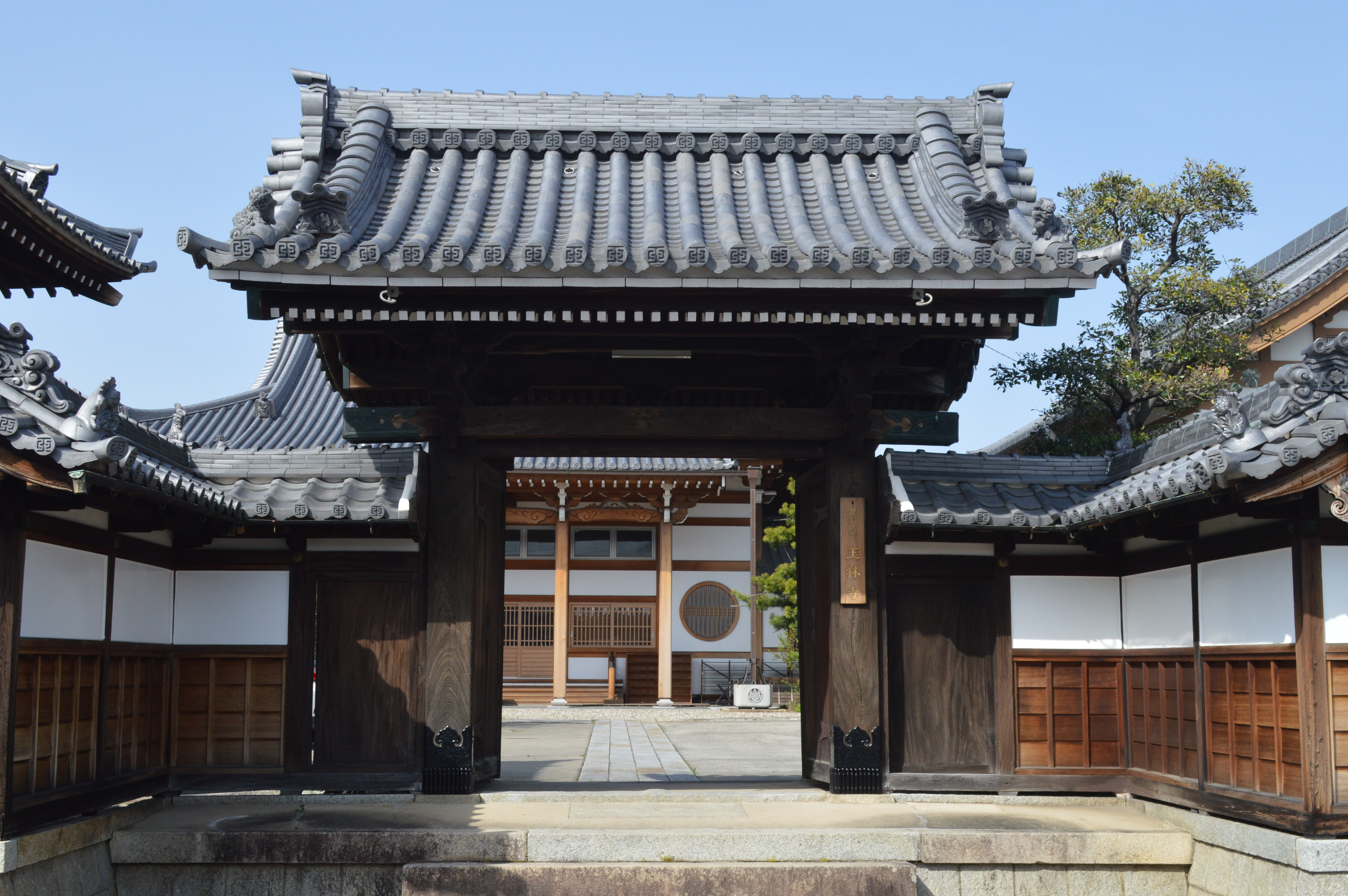
山門
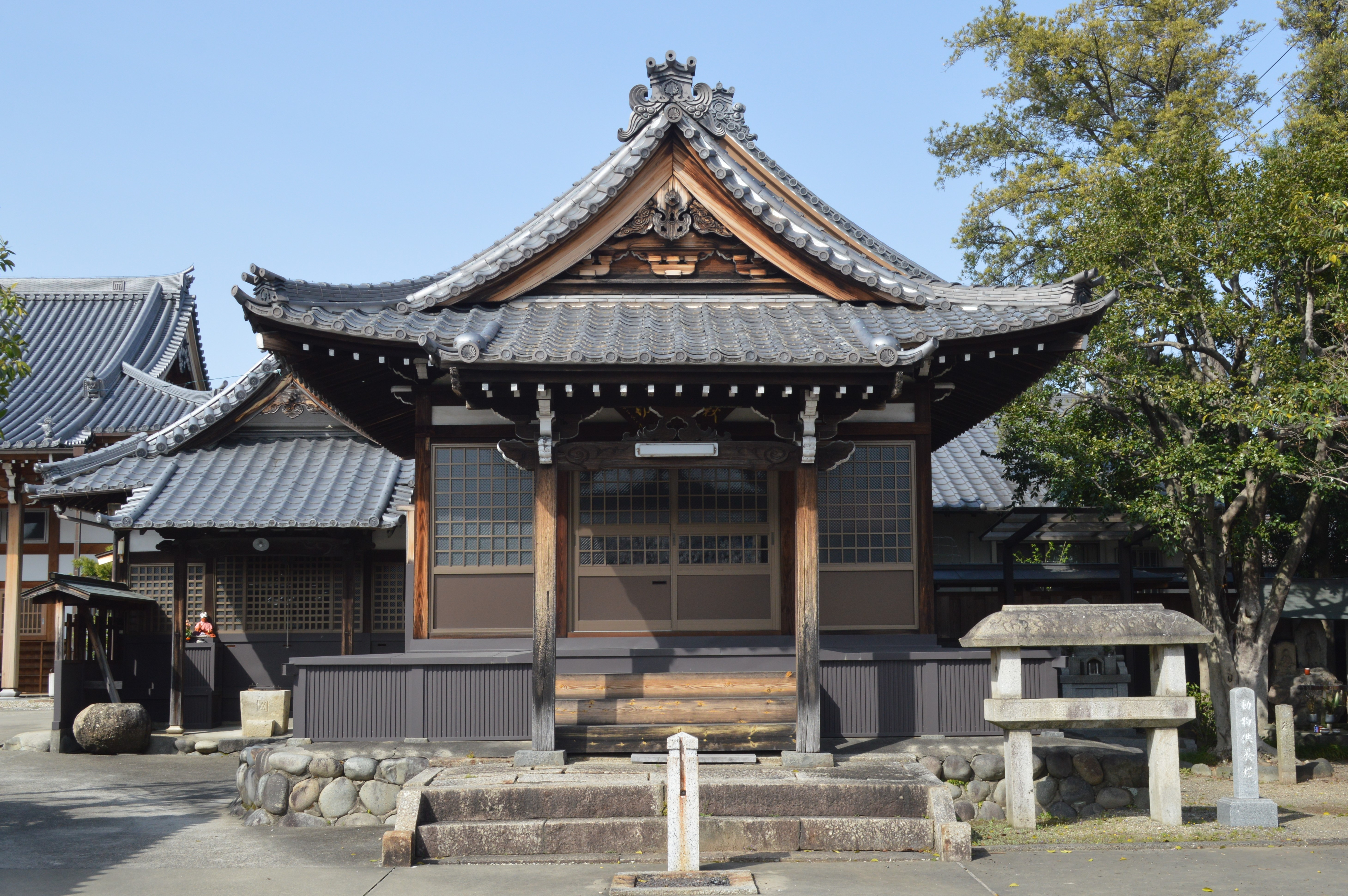
毘沙門堂
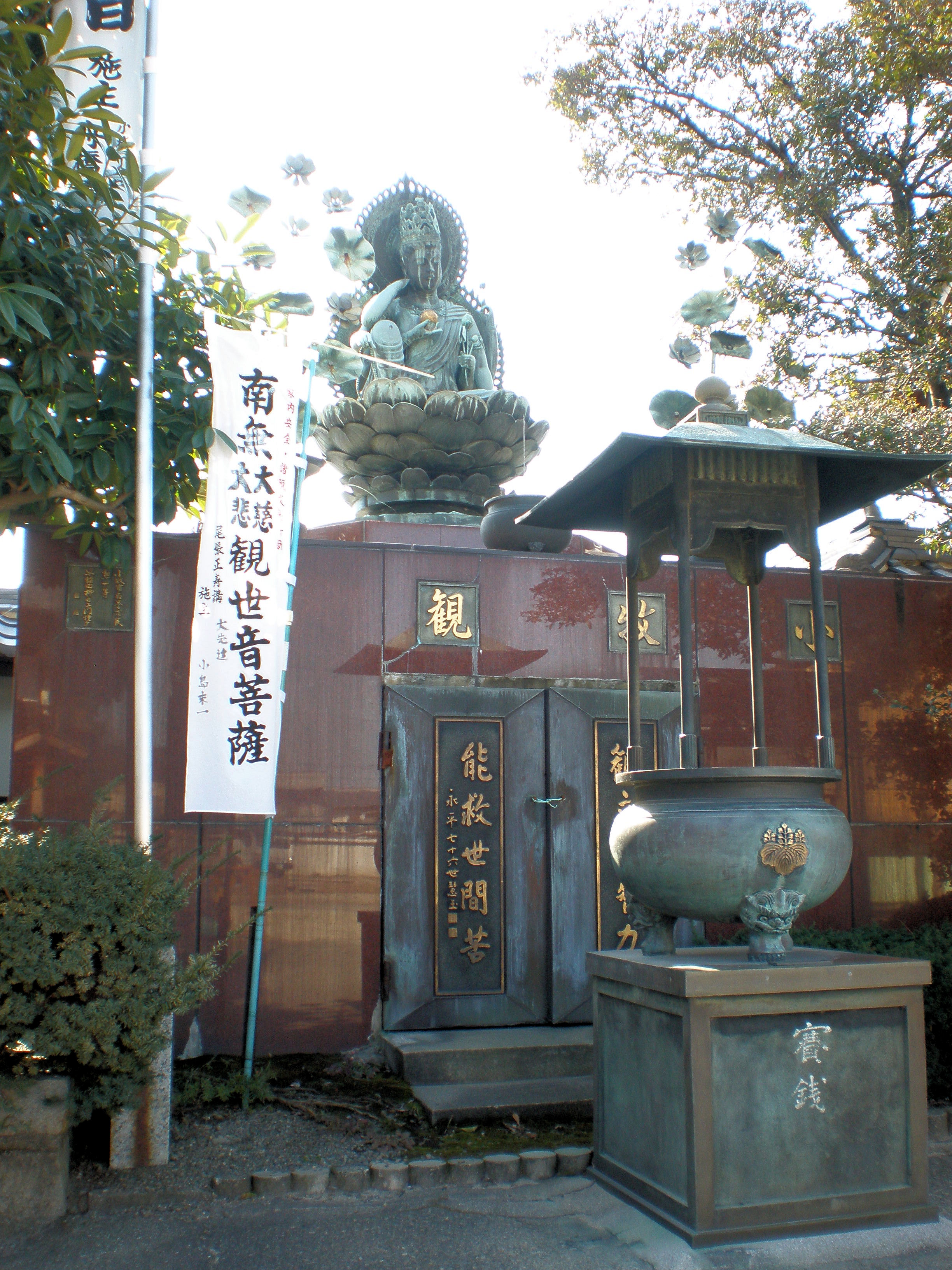
観音像

## 札所
- 尾張三十三観音：第23番

## 基礎情報
所在地
- 愛知県小牧市小牧5丁目162番地

交通アクセス
- 名鉄小牧線 小牧駅から徒歩で約10分。